# Армянская апостольская церковь
Армя́нская апо́стольская це́рковь (арм. Հայ Առաքելական Եկեղեցի, Հայաստանեայց Առաքելական Եկեղեցի), полное название: Армянская святая апостольская православная церковь — одна из древнейших христианских церквей, имеющая ряд особенностей в догматике и обряде, отличающих её как от византийского православия, так и римского католицизма.
Религиоведчески ААЦ относят к группе Древневосточных православных церквей (дохалкидонских). В богослужении используется армянский обряд. Армянская апостольская церковь первыми проповедниками христианства в Армении и основателями церкви Армении считает апостолов Варфоломея и Фаддея — двоих из числа двенадцати апостолов.
Первым епископом в Армении, поставленным непосредственно апостолами, признан Закария (68—72). Армения — первая в мире страна, принявшая христианство в качестве государственной религии. Согласно церковной традиции, крещение Армении произошло в 301 году; некоторые современные исследователи полагают, что это произошло позже — вероятно, в 314 году.
Хотя, согласно конституции, Армения — светское государство, конституция Армении (Статья 18.1) закрепляет «исключительную миссию Армянской Апостольской Святой Церкви как национальной церкви в духовной жизни армянского народа, в деле развития его национальной культуры и сохранения его национальной самобытности».

## Название
По преданию церковь в Армении основали святые апостолы Фаддей и Варфоломей принесшие христианство в регион, отсюда и произошло название Армянская апостольская церковь (полное название Армянская апостольская православная церковь или Армянская апостольская святая православная церковь). В 1828 году Восточная Армения вошла в состав России, а уже 11 марта 1836 года российское государство утвердило декрет «о положении Армянской церкви», в который было включено название «Армяно-Григорианская Церковь», которое использовалось до 1917 года. Введенное название было неверным, и никогда до 1836 года нигде не фигурировало, и никогда не использовалось самой армянской церковью.

## Общая структура и устройство Армянской апостольской церкви

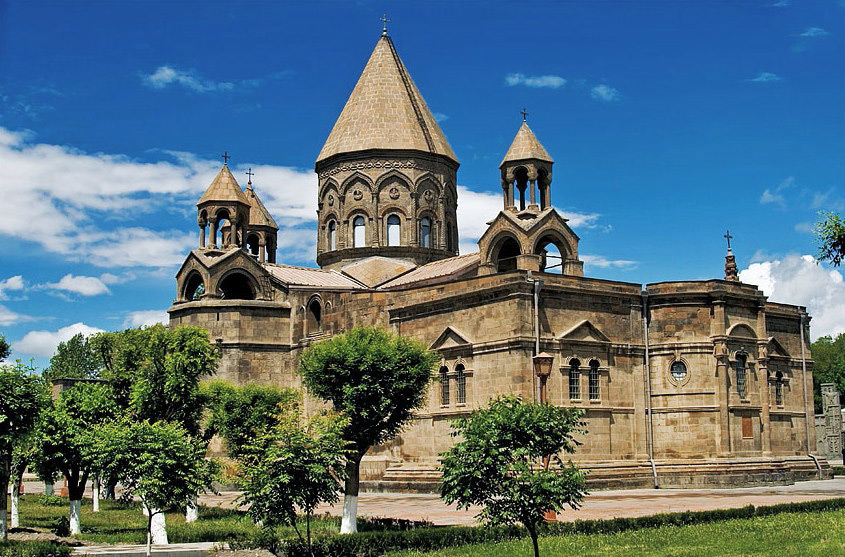
Эчмиадзинский кафедральный собор в Вагаршапате

Исторически церковь играла важную роль в истории Армении и армянского народа и порой возлагала на себя обязанности политического и духовного руководства. Традиционно, и в Армении, и за рубежом армяне считали Католикоса Эчмиадзина не только главой церкви, но и их избранным представителем.
В настоящее время существует 2 административно независимых католикосата — Католикосат Всех Армян, с центром в Эчмиадзине, и Киликийский католикосат, с центром в ливанском городе Антилиасе. При административной независимости Киликийского католикоса, первенство чести принадлежит Католикосу всех армян, который имеет титул Верховного патриарха ААЦ и избирается в Эчмиадзине Национально-церковным собранием пожизненно.
Кроме того, в составе ААЦ существует 2 автономных патриархата: Константинопольский и Иерусалимский, главы которых имеют духовную степень архиепископов и подчиняются Католикосу всех армян.
В ведении Католикоса всех армян состоят все епархии в пределах Армении, а также большинство зарубежных епархий по всему миру. Под управлением Киликийского католикоса находятся епархии Ливана, Сирии и Кипра. В составе Иерусалимского патриархата числятся армянские церкви Израиля и Иордании, а в ведении патриархата Константинопольского — армянские церкви Турции и острова Крит (Греция).
В прошлом, в Армянской Церкви существовало несколько католикосатов, подчинявшихся Католикосу всех армян, как то: Агванкский католикосат в Нагорном Карабахе и Ахтамарский католикосат на озере Ван.

## Иерархия в ААЦ

### Духовные степени

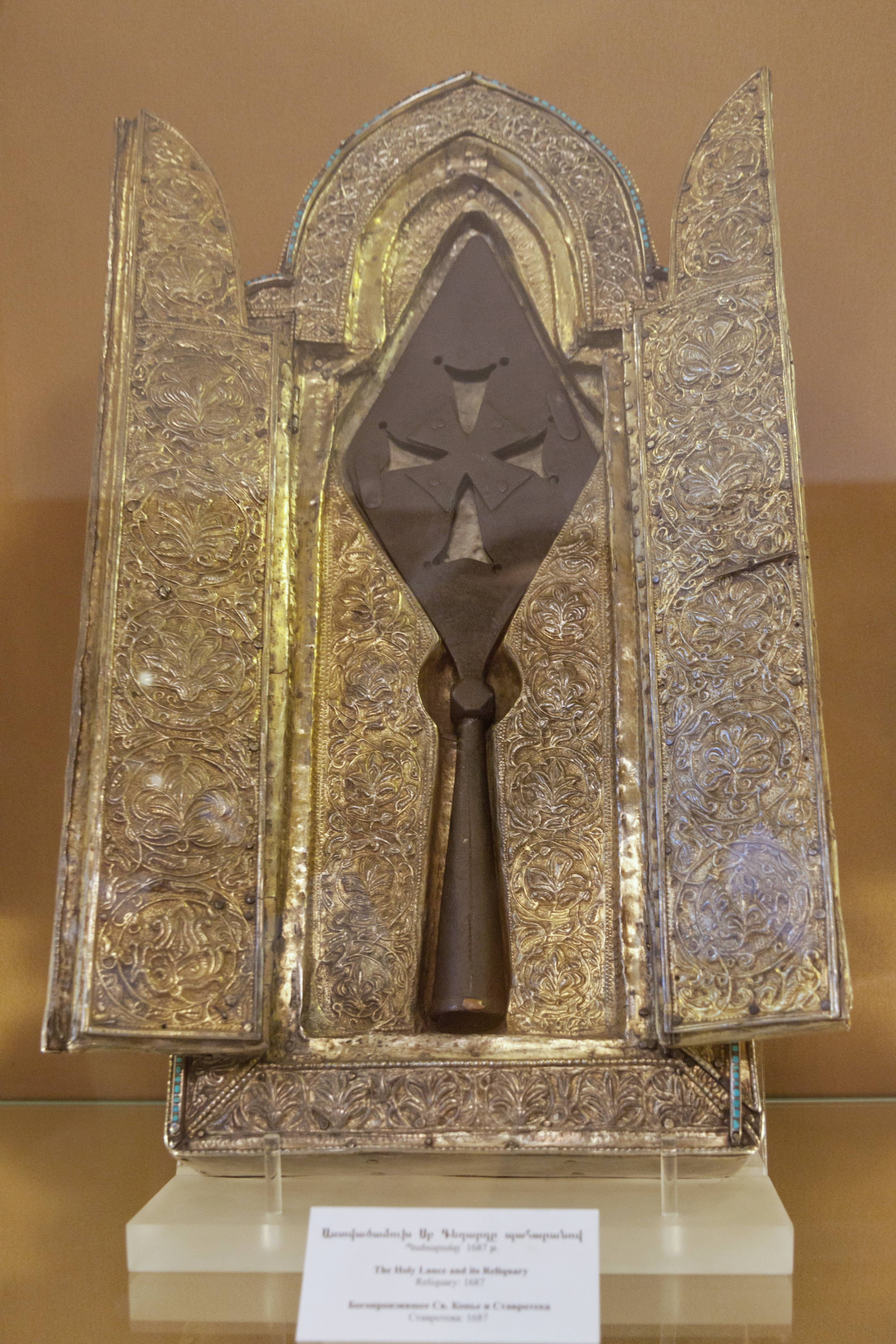
Копьё Лонгина в сокровищнице Эчмиадзина

Наивысшей духовной ступенью иерархической лестницы Армянской Церкви является Католикос всех армян, который рукополагает епископов, а те, в свою очередь, священников.
В иерархию Армянской Церкви входят следующие чины:
1. Католикос (арм. Կաթողիկոս) — имеет абсолютные полномочия совершать таинства, в том числе и хиротонию всех духовных степеней иерархии, в том числе епископов и католикосов. Миропомазание католикоса совершается в сослужении двенадцати епископов. Католикос представляет верховную и централизованную власть Армянской Церкви. В его компетенцию входит рукоположение епископов, освящение святого мира, благословение новых законов и новых праздников, основание новых епархий и т. д. Католикос избирается Церковно-Национальным Собором пожизненно[23].
2. Епископ — управляет епархией. От вардапета внешне его отличают епископский посох, перстень на мизинце правой руки, а также наперсный крест-панагия, украшенный драгоценными камнями. Такую панагию имеют право носить только епископы. Епископ может рукополагать и миропомазывать священников, но не может самостоятельно рукополагать епископов, но только сослужить католикосу в епископской хиротонии. Епископы рукополагаются католикосом и избираются только из числа безбрачных священников, имеющих учёную степень. Во время рукоположения епископ получает архиерейский жезл и перстень в знак власти. Из числа особо выдающихся епископов выбираются архиепископы и патриархи[23]. Титул архиепископа в Армянской Церкви, в отличие от других Церквей, только почётный: он не даёт никаких преимуществ архиепископу перед другими епископами[24].
3. Священник — обязанностью священника является пастырство, то есть попечение о духовном возрождении людей, духовное воспитание верующих, а также совершение таинств, богослужений и треб. Священник может совершать все таинства кроме рукоположения и освящения мира. Священники в армянской церкви делятся на женатых и безбрачных. Женатый священник прежде чем стать служителем должен состоять в браке не менее года и иметь ребёнка. Священник-вдовец может принять монашество или жениться во второй раз. Брачные священники могут достичь звания протоиерея. Безбрачный священник (иеромонах) сразу после рукоположения в тот же день даёт обет безбрачия и надевает «вегар» (особый головной убор — клобук) как символ отречения от мира. Безбрачные священники имеют возможность получить учёную степень[18][24].
4. Саркаваг (арм. սարկավագ, дьякон) — сослужит в таинствах.
5. Дпир (арм. դպիր, чтец) — начальная духовная степень. В настоящее время чтец совмещает обязанности разных служителей древней церкви: псаломщика, пономаря, ключаря, фонарщика[25][26].

### Учёные степени

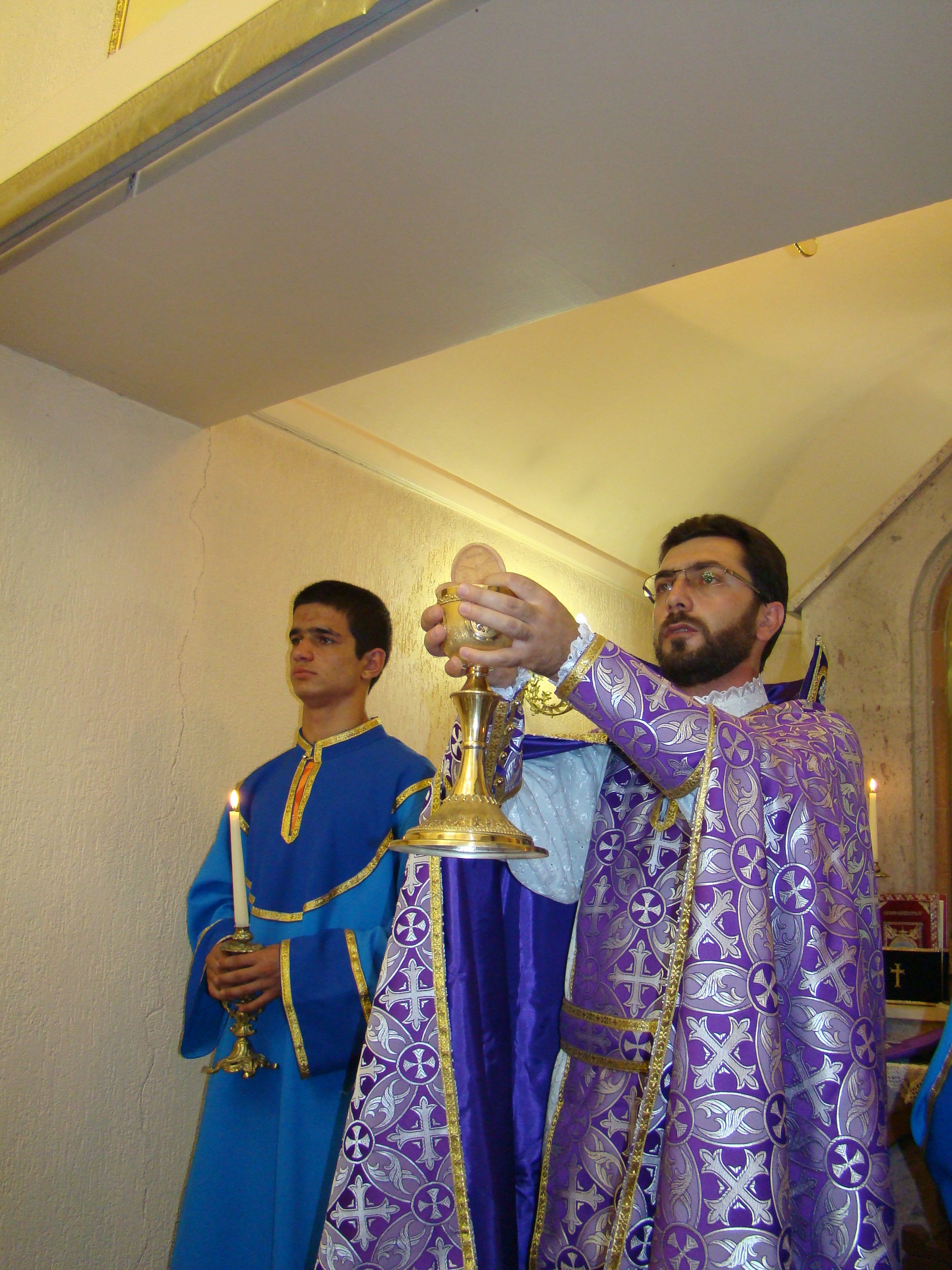
Священник (справа) и дпир Армянской апостольской церкви

В Армянской церкви служители могут получить учёную степень, которая присваивается только безбрачному духовенству. Правом присваивать учёные степени обладают епископы, которые имеют звание верховного архимандрита. Учёные степени подразделяются на:
1. Вардапет (арм. վարդապէտ, архимандрит) — соответствует степени кандидата наук.
2. Тцайрагуйн вардапет (арм. ծայրագույն վարդապետ, протоархимандрит) — соответствует степени доктора наук.

Отличительным атрибутом духовенства, имеющего учёную степень, является архимандритский жезл в виде двух змей, обвивающих друг друга, что символизирует мудрость, право учить и проповедовать. В Армянской церкви, в отличие от других церквей, ступени архимандрита и протоархимандрита являются не должностными, а учёными степенями.

## Календарно-обрядовые особенности

### Календарные особенности

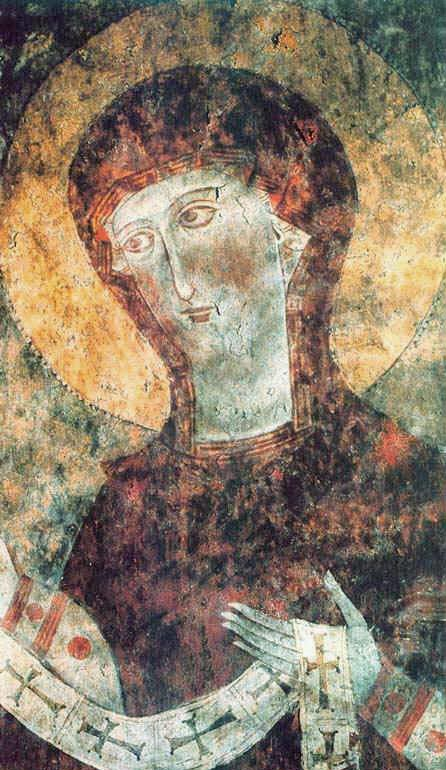
Фреска с изображением Богородицы из монастыря Дадиванк

Армянская апостольская церковь в целом живёт по григорианскому календарю, но общины в диаспоре, на территории церквей, использующих юлианский календарь, по благословению епископа могут жить и по Юлианскому календарю. Календарю не придаётся догматического значения. Армянская патриархия Иерусалима, согласно статус-кво, принятому между христианскими церквями, имеющими права на Гроб Господень, живёт по юлианскому календарю, как и греческая патриархия.

### Рождество
Придерживаясь традиции христианской церкви первых веков, Армянская церковь отмечает Рождество Христово 6 января одновременно с Крещением, под общим названием Богоявления. Накануне праздника в армянских церквях происходит навечерие (нахатонак), и в этот вечер на седьмой день поста разрешается употреблять в пищу рыбу и масло.

### Литургия
В обряде Армянской Церкви литургия занимает самое видное место. С X века и по сей день литургия в армянской церкви остаётся практически неизменной, а церковная литургическая музыка и пение с характерной армянской нотацией восходит к началу XI века. Вся церковная служба, кроме проповеди, проводится на классическом армянском языке — грабаре. Проповеди, как правило, краткие и считаются менее важными, чем литургии.

### Причащение
Хлеб в Армянской апостольской церкви при совершении евхаристии по традиции используется пресный.
Вино при совершении Таинства Евхаристии используется цельно, будучи не разбавленным водой.
Освящённый евхаристический хлеб (Тело) погружается священником в Чашу с освящённым вином (Кровью) и, преломлённый пальцами на части, подаётся причащающимся.

### Матах

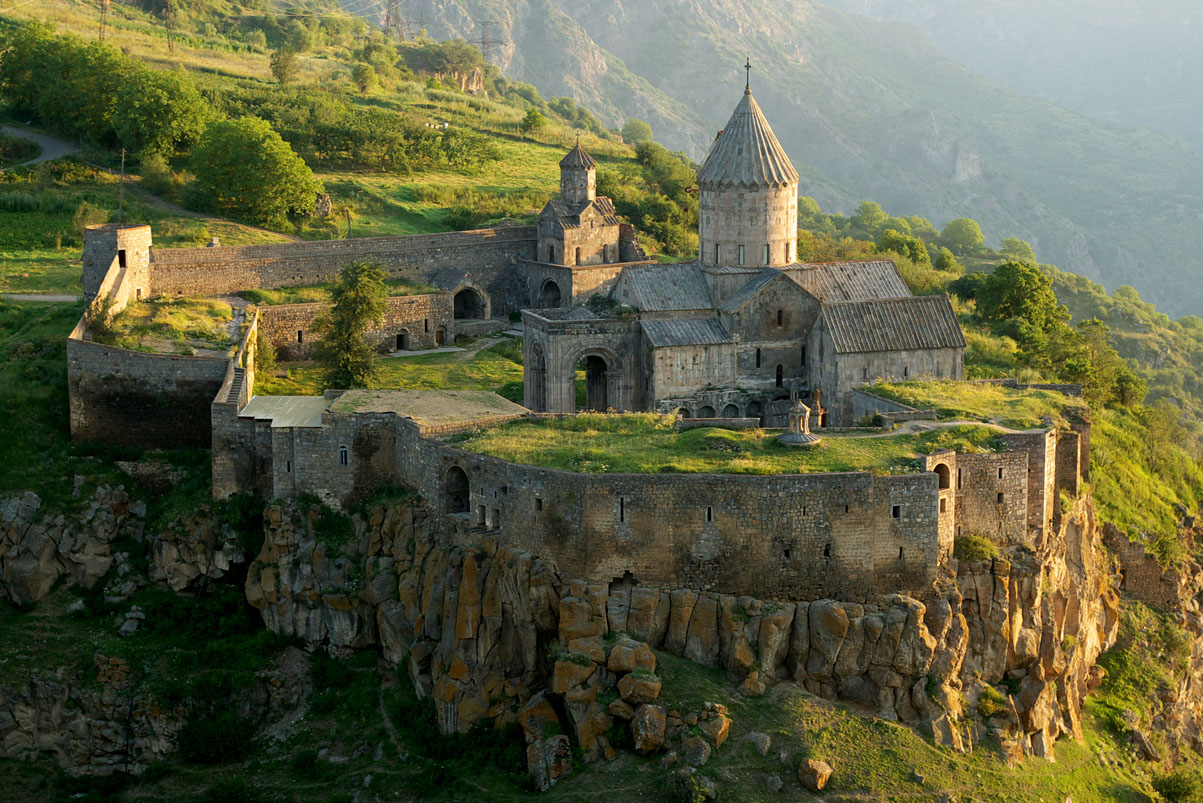
Татевский монастырь. X век

Одной из обрядовых особенностей Армянской апостольской церкви является матах (буквально «поднести соль»), представляющий собой форму милостыни в виде благотворительного обеда. Смысл матаха заключается в принесении дара Богу в виде оказания милости бедным, а не в жертвоприношении, подобном ветхозаветному или языческому.
Традиция матаха возводится к словам Господа:
когда делаешь обед или ужин, не зови друзей твоих, ни братьев твоих, ни родственников твоих, ни соседей богатых, чтобы и они тебя когда не позвали, и не получил ты воздаяния. Но, когда делаешь пир, зови нищих, увечных, хромых, слепых, и блажен будешь, что они не могут воздать тебе, ибо воздастся тебе в воскресение праведных.
Лук.14:12-14
Матах может совершаться по разным поводам, чаще как благодарность Богу за милость или с просьбой о помощи. Однако матах может устраиваться и в виде общественной трапезы членов прихода по случаю больших церковных праздников или в связи с освящением церкви.
Участие в обряде священнослужителя ограничено исключительно освящением соли, с которой приготовляется мясо животного. Для матаха закалывают быка, барана или домашнюю птицу. Мясо варится в воде с добавлением освящённой соли. Его раздают бедным или устраивают трапезу у себя, причём мясо не должно оставаться на следующий день. Так мясо бычка раздают в 40 домов, барана — в 7 домов, петуха — в 3 дома. С недавних пор среди нецерковного народа возникла традиция «символического матаха», когда используется голубь — его выпускают на волю. Данное действо не имеет смысла благотворительного пожертвования и не подразумевает церковного благословения, а потому матахом в реальности не является.

## Исторические кафедры армянских католикосов
Эчмиадзин был резиденций католикосов Армении с момента крещения Армении и основания Армянской церкви в начале IV века. В последующие века в связи с утратой политической независимости на этих территориях, резиденция католикосов многократно переносилась в центры, где сохранялась армянская государственность. Почти три столетия, начиная с середины XI века, центр Армянской церкви располагался на территории Киликийской Армении, пока наконец католикосы не вернулись в Эчмиадзин в 1441 году.

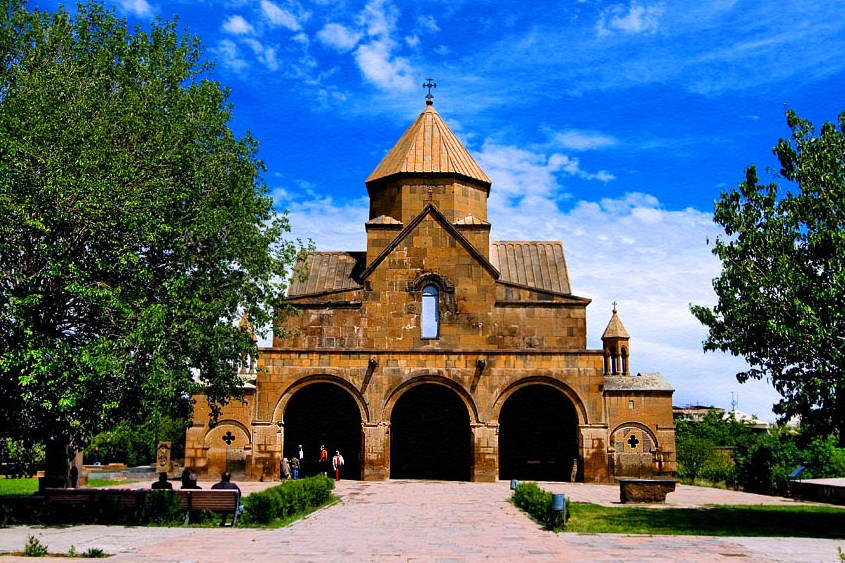
Церковь Святой Гаянэ, VII век

- 68-301 — Аштишат (апостольская кафедра)
- 301—484 — Вагаршапат (Эчмиадзин)[29]
- 484—927 — Двин
- 927—992 — Ахтамар (остров на озере Ван)
- 992—1057 — Ани, столица Анийского царства[30]
- 1057—1147 — Тавлбур в Малой Армении
- 1147—1293 — Ромкла (Рум-Кале) в Киликии
- 1293—1441 — Сис в Киликии
- 1441- наши дни — Вагаршапат (Эчмиадзин)

## История ААЦ

### История ААЦ от апостолов до Халкидонского разделения

#### Проповедь христианства в Армении в I—III веках
Христианство попало в Армению вскоре после своего возникновения. Согласно церковному преданию, христианство в Армении проповедовали святые апостолы Фаддей и Варфоломей, которые евангелизировали Армению.
Письменные источники, повествующие о развитии христианской общины Армении первых веков, довольно редки. Однако известный апологет христианства Тертуллиан (ок. 155—220 гг.) называет Армению в числе стран, где имелось значительное количество христиан. Также известно о послании александрийского епископа Дионисия, написанного в 254 году епископу Армении Меружану.

#### Принятие христианства на государственном уровне

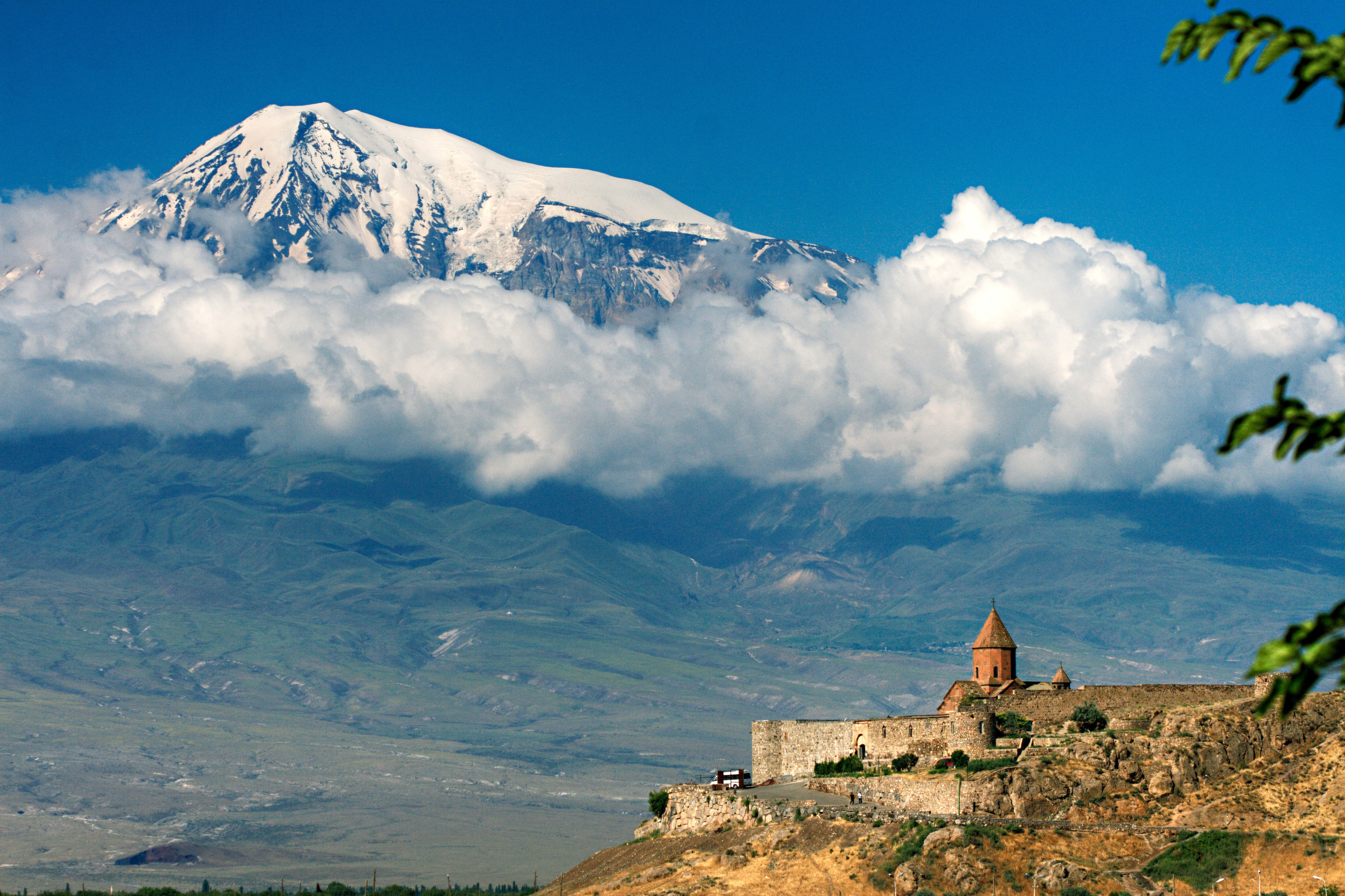
Монастырь Хор Вирап на месте заточения Григория Просветителя

Традиционно исторической датой провозглашения христианства как «государственной и единственной религии Армении» считается 301 год.
Согласно энциклопедии Ираника, первым христианство пришло именно в Армению, однако в вопросе датировки христианизации Армении существуют проблемы. Так, если это событие ранее датировалось около 300 года, то более поздние исследователи, как правило, относят это событие к 314—315 годам. Это предположение согласно Иранике вероятно, но не доказано. По мнению авторов Кембриджской Истории Христианства, принятие христианства царём Великой Армении произошло в 314 году. Авторы Энциклопедии Раннего Христианства отмечают, что принятой на сегодня датой является 314 год. Как отмечают авторы исследования „Conflict, Conquest, and Conversion:Two Thousand Years of Christian Missions in the Middle East“ Колумбийского Университета, армянская традиция датирует обращение Армении в христианство 301 годом, следуя чему, в Армении отметили 1700-летие принятия христианства в 2001 году, однако ученые согласны во мнении, что это событие произошло в 314 году. Такого же мнения придерживается и ряд советских историков. Польский историк и арменолог Кшиштоф Стопка считает, что решение о переходе в новую религию было принято на государственном собрании в Вагаршапате в 313 или 314 году. Как отмечает американский историк Нина Гарсоян, мнения о времени этого события со второй половины XX столетия изменились с 284 до 314 года, но более тщательные исследования сейчас ясно указывают на более позднюю дату. По мнению антрополога, специализирующегося на Армении, Сьюзан Патти, армянский царь Трдат III был обращен в христианство Григорием Просветителем в 314 году и сделал христианство государственной религией. Сирарпи Тер-Нерсесян также утверждает, что это произошло не ранее 314 года. Однако, по её мнению, это не отменяет того факта, что Армения первой приняла христианство на государственном уровне. Такого же мнения придерживается британский историк А. Редгейт, которая считает 301 год ошибочной датой, отмечая, что научный консенсус отдаёт предпочтение 314 году. Американский историк Роберт Хьюсен также называет датой принятия Арменией христианства 314 год.
По мнению Тео Мартен Ван Линта на государственном уровне Армения приняла христианство в промежутке между 301 и 314 годами.
Согласно энциклопедии Британника Армения является первой страной, принявшей христианство около 300 года. Как отмечает историк Камилла Тревер, Армения приняла христианство с 298 по 301 год

Российский историк Алла Тер-Саркисянц, в конце III века последователи христианства в Армении были настолько многочисленны, что в 301 году христианство становится государственной религией страны. Ряд западных исследователей также относят время официального принятия христианства к 301 году. Российский историк и арменовед Cергей Арутюнов отмечает что уже с конца II — начала III в. н. э. в Армении известно о христианском миссионерстве, а в конце III в. н. э. при царе Трдате III Армения уже принимает христианство и официально с 301 г. становится первой в мире страной с христианством в качестве государственной религии.

#### Защита христианства в войне с языческим Римом
По мнению британского историка Майкла Гранта, в 312—313 гг., римский император Максимин II Даза пытался „усмирить армян, воспротивившихся его попыткам навязать им языческую религию“.
Об этих событиях первоначально говорил Евсевий Кесарийский в своей книге „Церковная история“:

…К этим бедствиям присоединилась ещё война с армянами; их, людей, издавна бывших друзьями и союзниками Рима, притом христиан, и христиан ревностных, этот богоборец попытался принудить к жертвоприношениям идолам и демонам и этим сделал их вместо друзей врагами и вместо союзников — неприятелями… Сам он вместе со своими войсками терпел неудачи в войне с армянами». 
Доктор богословия Езник Петросян в своей «Истории Армянской Церкви» отмечает, что свидетельство Евсевия Кесарийского об успешной защите армянами своей христианской веры против римских войск указывает на то, что уже задолго до 312—313 годов Армения была христианской страной:

«можно сказать, что в период около 10 лет христианство пустило такие глубокие корни в Армении, что во имя новой религии армяне пошли на смерть, подняв оружие против могущественной Римской империи».

#### Создание армянского алфавита и перевод Библии

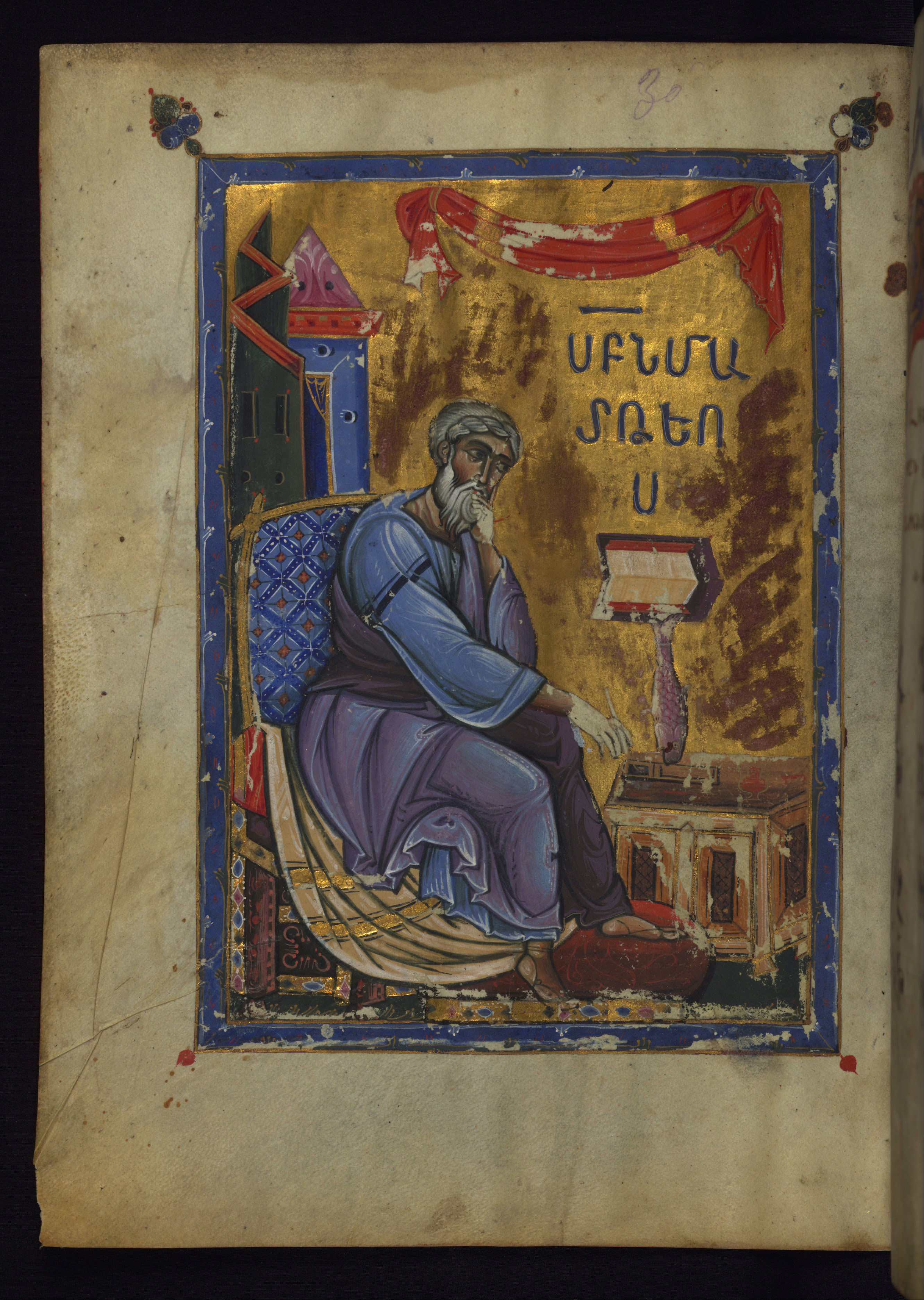
Евангелист Матфей. Рукопись 1262 г.

Принятие христианства стимулировало появление национальной письменности, необходимой для перевода Библии и другой христианской литературы. До создания армянской письменности христианское богослужение в Армении совершалось на двух языках: греческом и сиро-арамейском, что затрудняло понимание основ веры простыми людьми. Кроме того, к концу IV века, ввиду ослабления армянского царства, перевод Библии стал необходимостью для сохранения христианством статуса господствующей религии в Армении. В этих условиях, в Вагаршапате, при католикосе Сааке Партеве был созван церковный собор, на котором было принято решение о необходимости создания армянского алфавита. В результате продолжительной работы, при поддержке католикоса и царя Врамшапуха, архимандрит Месроп Маштоц создаёт армянский алфавит в 405 году и вместе со своими учениками осуществляет многочисленные переводы священного писания на армянский язык. Кроме того с сирийского и греческого на армянский язык были переведены все основные труды Иринея Лионского, Ипполита Бострийского, Григория Чудотворца, Афанасия Великого. Епифания Кипрского, Евсевия Кесарийского, Кирилла Иерусалимского, Василия Великого, Григория Богослова, Григория Нисского, Ефрема Сирина, Иоанна Златоуста, Кирилла Александрийского, Исихия Иерусалимского и др., а также произведения греческих философов Аристотеля, Платона, Порфирия и т. д.
Месроп Маштоц и переводчики святого писания причислены Армянской церковью к лику святых. Ежегодно отмечается день Святых Переводчиков.

#### Защита христианства в войне с зороастрийской Персией
В период поздней античности Армения находилась под политическим влиянием Византийской империи и Сасанидской Персии.
При шахиншахе Йездигерде II в Армении началось активное насаждение зороастризма и маздаизма, что вызвало решительный протест у большей части населения. Христианское духовенство и армянские князья на Арташатском Соборе 449 года ответили на послание Йездигерда с требованием принятия зороастризма, что в вопросах веры полагаются только на Бога: 

В этих верованиях нас никто не может поколебать: ни ангелы и ни люди, ни меч и ни огонь, ни вода и ни какие только есть жестокие пытки… Ибо не с человеком у нас обет веры, чтобы, как дети, лгать тебе, а нерасторжимо с Богом, с Которым нет способа порвать и прочь уйти, ни ныне, ни послe, ни вовек, ни во веки веков (Егише. II, 40-41)

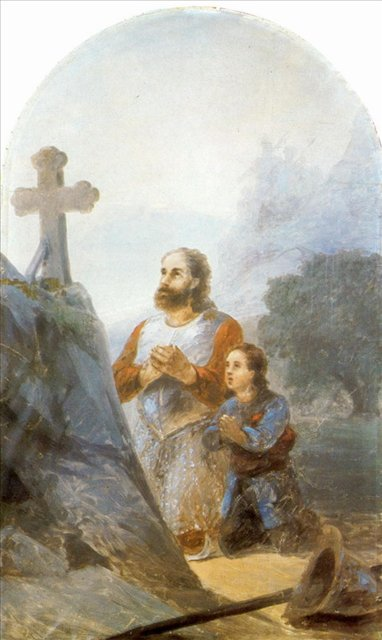
Клятва перед Аварайрской битвой (полководец Вартан Мамиконян). И. Айвазовский, 1892 г.

Изгнав из Армении зороастрийское духовенство, армяне, предвидя неминуемое столкновение с Персией, стали готовиться к войне и обратились за военной помощью к христианской Византии. Император же Маркиан не только отказал в помощи, но и предупредил персов о том, что армяне ищут военной помощи на стороне. Персидская армия, с целью искоренить христианство вторглась в Армению. Согласно античным источникам, в Аварайрской битве, которая произошла в мае 451 года, против двухсоттысячной персидской армии выступили шестьдесят шесть тысяч армянских воинов во главе со спарапетом Варданом Мамиконяном. Несмотря на отчаянное мужество армянской армии, она была побеждена, Вардан Мамиконян был убит. Многие священнослужители церкви во главе с католикосом попали в плен. Но и для персов это была Пиррова победа. В конечном счете, Персия была вынуждена признать право армян исповедовать христианство.
Армянская церковь причислила Вардана Мамиконяна и павших вместе с ним на Аварайрском поле 1036 воинов к лику святых.

### ААЦ после Халкидонского разделения

#### Позиция Армянской церкви по отношению к Халкидонскому собору
В 451 году на Халкидонском соборе, согласно томосу папы Льва I Великого, было принято новое вероопределение о «двух естествах» и «двух субстанциях» Христа. Армянская церковь находилась в кровопролитной войне с Персией и не могла принимать активного участия в христологических диспутах. Когда Армения вышла из войны, то оказалось, что единства в христологических вопросах нет. В это время христианство было разделено на три ветви со своими доктринальными представлениями. В Персии господствовало несторианское диофизитство, в Риме было принято диофизитство Халкидонского собора, а в Византии действовал Энотикон императора Зенона, с его миафизитской христологией. Более того, Армянская Церковь всегда исповедовала никейскую терминологию, как и Римская Церковь. Поэтому 2 субстанции в томосе папы Льва понимались именно как 2 ипостаси, а не природы, как понимали греки. А исповедание двух ипостасей во Христе — это учение несторианства, которое было отвергнуто на 3 Вселенском Соборе в Эфесе.
Вера византийцев в единую природу Христа (миафизитство) более соответствовала христологии Армянской церкви, а духовное единство с Византией было предпочтительнее, чем с другими. Потому на Первом Двинском соборе 506 года, в котором участвовали епископы Армении, Грузии и Албании Кавказской, Энотикон был официально принят Армянской и соседними церквами. Разрыв с византийцами произошёл только тогда, когда на византийский императорский престол взошёл Юстин I (518—527). Он, ради устранения раскола между Римом и Константинополем осудил энотикон Зенона, а Халкидонский Собор провозгласил Святым и Вселенским, чем и предопределил отделение византийцев от остальных христианских народов Востока.

#### Армяно-византийские церковные отношения во второй половине XII века
На протяжении многих веков Армянская и Византийская церкви неоднократно предпринимали попытки прийти к согласию. Самая серьёзная из них имела место в XII веке.
В 1080 году Рубен, родственник последнего царя Армении Гагика II, основал Киликийское армянское княжество на северо-восточном берегу Средиземного моря, которое стало независимым царством в 1198 году и просуществовало до 1375 года. Вместе с царским престолом в Киликию переместился и патриарший престол Армении.
В начале 1165 года епископ Нерсес Шнорали, имел беседу с византийским протостратором Алексом, зятем императора Мануила Комнина, о различиях между Армянской и Византийской церквями. Вручив Нерсесу вопросник, протостратор попросил его записать их разговор и ответить на вопросы, которые ему передали греческие архимандриты. Нерсес Шнорали подготовил и передал Алексу «Изложение веры Армянской Церкви».
Император и патриарх Константинопольский Лука, обсудив «Изложение Веры», нашли, что оно может послужить основой к началу объединения Армянской и Византийской церквей. Нерсес Шнорали, ставший уже католикосом Армении, отправил императору ещё одно послание, уточнив, что объединение должно происходить не по примеру хозяина и слуги, а как равного с равным, на основе Библии и Священного Предания. Где бы ни обнаружились богословские и обрядовые отклонения, будь то у армян или у византийцев, они должны быть исправлены.
На это послание Нерсеса император и патриарх Михаил III ответили в 1172 году, предлагая армянам для объединения принять ряд условий, среди которых — принятие оставшихся византийских Вселенских соборов как вселенских, а не поместных, как предлагал Нерсес, анафематствование миафизитства и всех его идеологов, исповедание двух природ, воль и действий, использование в Евхаристии квасного хлеба и разбавленного вина с водой, утверждение армянского католикоса императором и многое другое. Разочарованный Нерсес, будучи большим защитником идеи объединения церквей, ответил посланнику императора и патриарха, что сам он не вправе решать столь серьёзные вопросы, и что он ответит на них после созыва Национально-церковного собора.
Обещанный собор созвал уже католикос Григор IV в 1179 году в Ромкле. Этот собор, в котором участвовали епископы исконной Армении и Армянской Киликии с прилегающими землями, католикос Албании Кавказской и представитель патриарха Сирийской церкви, отвергли требования Константинополя. В Ромкле в очередной раз были осуждены и реальное монофизитство, и учение о двух природах, двух волях, двух действиях. При этом, в письме к своим восточным собратьям Григор IV наставлял их не относиться к грекам, как к еретикам, так как среди них были выдающиеся Отцы церкви. Но ещё до того, как в Константинополе узнали о решении этого собора, умер император Мануил, а его последователи каких-либо признаков заинтересованности в объединении с Армянской церковью не проявили.

#### Армяно-латинские церковные отношения в XII—XIV веках
В те же годы Армянская церковь впервые в своей истории вступила в контакты с Римской церковью. После походов крестоносцев на Востоке возник ряд латинских княжеств, утвердились патриаршие престолы. На Иерусалимском соборе Римской церкви, на который был приглашён и армянский католикос Григор III, обсуждались также богословские и обрядовые различия между Армянской и Латинской церквями. Вернувшись в Рим, посланник папы епископ Алперик лестно отозвался перед папой Иннокентием об армянском католикосе и его брате Нерсесе Шнорали.
Папа римский написал письмо армянскому католикосу, в котором призвал для совершенного единства двух Церквей предложил армянам в святую Чашу добавлять воду в память о истекшей крови и воды из Иисуса Христа при прободении Его копьем римским воином (символ Крещения и Евхаристии) и праздновать Рождество Христово 25 декабря. Иннокентий II послал также в дар армянскому католикосу архиерейский жезл. С этого времени в обиходе Армянской церкви появился латинский жезл, которым стали пользоваться епископы, а восточный греко-каппадокийский жезл стал принадлежностью архимандритов. В 1145 году католикос Григор III с просьбой о политической помощи обратился к Ватикану. Вместо помощи, папа вновь предложил армянам обрядовую часть Римской церкви.
Вскоре начался Третий поход крестоносцев. В 1189 году теперь уже папа римский Климент III попросил католикоса Армении и правителя Киликии Левона о помощи крестоносцам, которая была оказана. Хотя в 1195 году императором Германии Генрихом VI князь Левон был признан королём Киликии, а в 1196 году получил корону от византийского императора Алексея III, однако коронация откладывалась. Левон хотел быть коронован Западом, дабы впоследствии иметь его покровительство, а по законам того времени все западные политические образования утверждались и благословлялись папой. Наконец в Киликию для коронации Левона прибыл посланник папы кардинал Конрад.
Но папа не мог короновать и благословлять кого-либо, если тот не был единого с ним вероисповедания. Поэтому кардинал выдвинул идею объединения Армянской и Латинской церквей, предлагая армянам принять некоторые условия соответственно тому, как правильную веру и обряд понимают на Западе. Созванный Левоном собор отклонил предложения Рима. И всё же между представителем папы и 12 епископами — поборниками государственных интересов Киликии было заключено соглашение. 6 января 1198 года кардинал Конрад совершил коронацию Левона, а армянский католикос — освящение, правда, по канонам Латинской церкви, которые специально для этой цели были переведены на армянский язык архиепископом Тарса Нерсесом Ламбронаци.
В 1244 году папа Иннокентий IV в своём письме к католикосу Константину I предложил по обычаям Латинской церкви совершать елеопомазание больных. В 1243 году с участием духовенства Киликии состоялся II Сисский собор, который утвердил 24 упорядочивающих канона, в основном о быте верующих. В 1246 году эти каноны вместе с Энцикликой католикоса, в которой предлагалось принять помазание больных елеем, были отправлены в Восточную Армению для утверждения. Но папа Иннокентий IV, не удовлетворившийся этим, в 1248 году отправил в Киликию епископа Тиманча для разъяснения тех политических выгод, которые могли бы получить армяне от унии.
Царь Хетум отправил послание папы к католикосу Константину и попросил ответить на него. Католикос, хотя и был преисполнен уважения к римскому престолу, не мог принять тех условий, которые предлагал папа. Поэтому он отправил королю Киликии Хетуму послание, состоящее из 15 пунктов, в котором отвергал вероучение Католической церкви и просил царя не доверять Западу. Римский престол, получив такой ответ, ограничил свои предложения и в написанном в 1250 году письме предложил принять только учение о филиокве. Для ответа на это предложение католикос Константин в 1251 году созвал III Сисский собор. Не придя к окончательному решению, собор обратился к мнению церковных деятелей Восточной Армении. Проблема была новой для Армянской церкви, и естественно, что в начальный период могли существовать различные мнения. Однако никакое решение так и не было принято.
В 1262 году на Восток прибыл и обосновался в Ахайе легат папы Урбана IV епископ Гулиельмос. Для приветствия легата царь Хетум отправил своего брата Ошина, а католикос — архимандрита Мхитара Скевраци, с которым у легата папы состоялся диалог. Епископ Гулиельмос утверждал, что главой церкви является папа римский, тогда как Мхитар Скевраци, ссылаясь на Библию, доказывал, что главой церкви является не папа римский, а Христос.
В 1292 году на армянский патриарший престол был возведён епископ Анаварза Григор VII — человек, приверженный идее объединения всех христианских церквей и ради этой цели готовый пожертвовать некоторыми обычаями Армянской церкви. В те годы в Киликии царствовал сторонник унии Хетум II. Первым делом католикоса Григора Анаварзеци было приведение армянских четьих-миней в соответствие с греческими и латинскими и утверждение по просьбе царя Хетума праздника Всех святых 1 ноября, как и у латинян. Он попытался внести изменения и в ряд вопросов обрядового характера — тех самых, которые всегда препятствовали объединению Армянской церкви с Византийской и Латинской церквями.
Эти изменения вызвали серьёзные возражения в исконной Армении, где под председательством Сюникского митрополита был созван собор, который письменно предупредил католикоса, чтобы тот не вводил подобные изменения в обряды Армянской церкви. Игнорировать мнение церковного собора богословов Армянской церкви католикос не мог, а потому об унии не могло быть речи. Но стремление обрести единство с христианскими братьями не угасало, а постоянные угрозы со стороны мусульман заставляли киликийцев искать помощи у христианских государств, и потому взоры армян были направлены и в сторону греков.
В 1295/96 г. над невестой греческого царя армянкой Мариам и её сестрой, согласно канонам Византийской церкви было совершено таинство миропомазания, как над обратившимися к истинной вере из ереси. Этот факт, так же как и реакция духовенства Восточной Армении, отвернул взгляд Григора Анаварзеци от Византии и он обратился снова на Запад в надежде получить поддержку для Киликии даже ценой унии. Он собирался ввести новые изменения в обряды Армянской церкви и с этой целью написал ряд духовных гимнов для празднеств Рождества Христова и Крещения, планируя отмечать их раздельно.
Однако, убедившись, что от латинян невозможно получить реальной помощи даже такой ценой, он посчитал излишним далее заниматься проблемой объединения церквей и таким образом сеять смуту внутри своей церкви. Но цари Хетум и Левон, в тщетной надежде получить помощь от Запада, продолжали требовать от католикоса совершенного объединения двух церквей. Католикос отказался сделать это, за что был низложен, сослан и скончался в ссылке в 1306 году. После смерти Григора царь Левон созвал в 1307 году в Сисе собор, известный в истории как VII Сисский Собор, в котором участвовали 43 епископа и князья Киликии.
Левон предъявил Собору письмо, якобы написанное Григором Анаварзеци (так это или не так, неизвестно), которое содержало следующие богословские и обрядовые изменения:
- в Св. Чашу добавлять воду;
- принять решения семи Вселенских Соборов;
- признать во Христе два естества, две воли и два воздействия;
- Господние праздники отмечать, как греки и латиняне: Рождество — 25 декабря. Сретение — 2 февраля. Благовещение — 25 марта и т. д.;
- в Рождественский и Пасхальный сочельник употреблять в пищу только рыбу и растительное масло;
- Трисвятую песнь петь с прибавлением имени Христа: «Христос, что распялся за нас».

Участники собора, за исключением пяти епископов, приняли эти изменения. На этом же соборе был избран католикосом поборник объединения Константин III Кесараци. Решения Сисского собора встретили серьёзное сопротивление как в Восточной Армении, так и в Киликии. Однако преемник царя Левона Ошин приложил все усилия, чтобы воплотить в жизнь эти решения. Для прекращения возникшей смуты царь Ошин в 1316 году созвал в Адане собор с участием 13 епископов, 7 архимандритов и 10 князей. На этом соборе обсуждались возражения против решений VII Сисского собора, которые, однако, были отклонены как якобы противоречащие правде, и вновь были утверждены решения Сисского собора.
После собора в Адане царь Ошин в 1318 году обратился к папе Иоанну XXII и королю Франции Филиппу V за обещанной помощью, но напрасно. Результатом пролатинской политики явилось лишь приобретённое недружелюбие соседних мусульман, особенно мамлюков Египта, частые набеги которых послужили причиной упадка Киликийского армянского государства. Возмущённый невыполнением обещаний католикос Месроп I Артазеци в 1361 году созвал VIII Сисский собор и повелел убрать из обрядов Армянской церкви все нововведения, которые были результатом пролатинской политики киликийских царей
В 1375 году под ударами мамлюков окончательно пало Киликийское армянское царство. Страна разорялась, началась массовая эмиграция. Царь Левон Лузиньян, лишившийся трона и страны, отправился в Европу искать помощи христианских монархов в восстановлении Киликийского царства. Патриарший престол в руках чужеземцев превратился в игрушку. В подобных политических условиях в Восточной Армении, на базе ведущей богословской Сюникской школы, зародилась и нашла поддержку в церкви идея возвращения патриаршего престола в Армению.
Решение о переносе главного престола ААЦ из Сиса в Эчмиадзин было закреплено при жизни и с одобрения последнего киликийского католикоса всех армян Григора IX, который из-за старости уже не мог переселиться в Армению. В мае 1441 года на соборе в Эчмиадзине с участием 700 епископов, архимандритов, учёных и представителей знати был провозглашён перенос престола католикосов всех армян и избран новый католикос ААЦ, с сохранением института Киликийского католикосата. Католикосу всех армян, отныне находившемуся в Эчмиадзине, подчинялись в духовном отношении все прочие армянские первоиерархи.

### История ААЦ после 1441 года

#### ААЦ после присоединения Восточной Армении к России
К концу XVIII века армянские общины Северного Причерноморья оказались в составе Российской империи в результате продвижения её границ на Северном Кавказе. С началом Русско-персидской войны, тифлисский епископ Нерсес V Аштаракеци способствовал созданию армянских добровольческих отрядов, которые внесли немалый вклад в победы русских войск в Закавказье. В 1828 году по Туркманчайскому договору Восточная Армения вошла в состав Российской империи.
Деятельность Армянской церкви на территории Российской империи осуществлялась в соответствии с особым «Положением» («Сводом законов Армянской Церкви»), утверждённым императором Николаем I в 1836 году. Согласно этому документу, в частности, был упразднён Албанский католикосат ААЦ, епархии которого вошли в состав непосредственно Эчмиадзинского католикосата. По сравнению с другими христианскими общинами в Российской империи, Армянская Апостольская Церковь, благодаря своей конфессиональной обособленности, занимала особое положение, которое включало некоторые ограничения — в частности, армянский католикос должен был рукополагаться только с согласия императора.

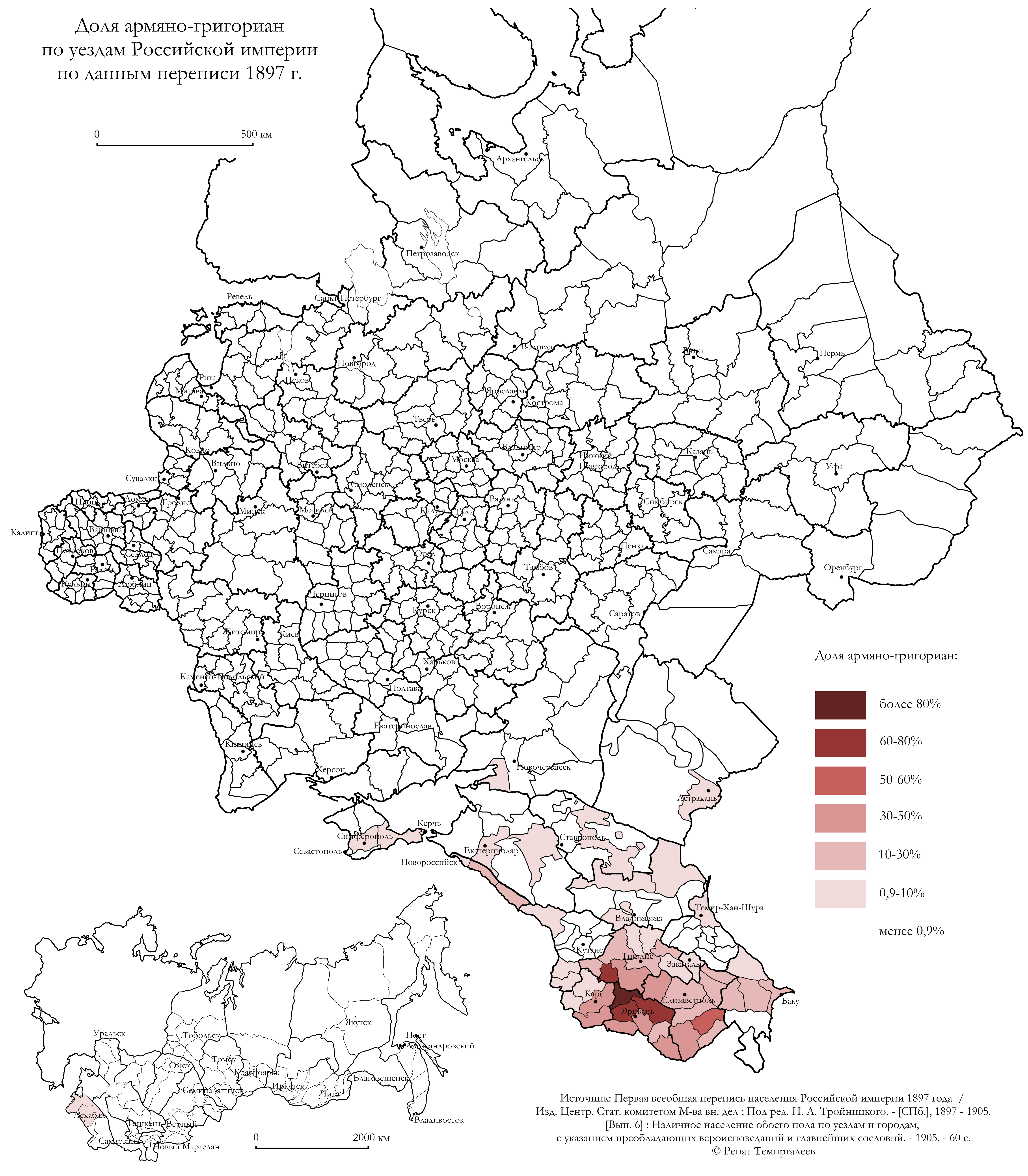
Доля последователей Армянской апостольской церкви («армяно-григориан») по уездам и округам Российской империи по данным Первой всеобщей переписи населения 1897 года.

Конфессиональные отличия ААЦ с Русской Православной Церковью в империи, где господствовало византийское православие, нашли своё место. Армянской церкви дали название «Армяно-григорианская церковь», указывая на её разночтения с византийским православием. Несмотря на стабильное положение Армянской церкви в России, имели место некоторые притеснения ААЦ со стороны властей. В 1885—1886 гг. армянские приходские школы были временно закрыты, а с 1897 года — переданы в ведомство Министерства просвещения. В 1903 году был издан указ о национализации армянских церковных имуществ, отменённый в 1905 после массовых возмущений армянского народа.
В Османской империи армянская церковная организация в XIX веке также обрела новый статус. Тем не менее армянский Константинопольский патриарх продолжал рассматриваться Высокой Портой как официальный представитель всего армянского населения империи. Избрание патриарха утверждалось султанской грамотой, и турецкие власти всячески стремились поставить его под свой контроль, используя политические и общественные рычаги. Малейшее нарушение пределов компетенции и неповиновение могли повлечь за собой низложение с престола.
В сферу деятельности Константинопольского патриархата ААЦ вовлекались всё более широкие слои общества, и патриарх постепенно приобрёл значительное влияние в Армянской Апостольской Церкви Османской империи. Без его вмешательства не решались внутрицерковные, культурные или политические вопросы армянской общины. Константинопольский патриарх являлся посредником во время контактов Турции с Эчмиадзином. Согласно «Национальной конституции», выработанной в 1860—1863 годах (в 1880-х гг. её действие было приостановлено султаном Абдул-Хамидом II), духовное и гражданское управление всего армянского населения Османской империи находилось в ведении двух советов: духовного (из 14 епископов под председательством патриарха) и светского (из 20 членов, избиравшихся собранием 400 представителей армянских общин).
Несмотря на то, что после принятия российского «Положения» и османской «Национальной конституции» ААЦ оказалась политически разделённой на две части, Католикос всех армян с престолом в Эчмиадзине, продолжал оставаться общепризнанным на церковном и государственном уровне духовным главой Армянской церкви. По этой причине армянские Константинопольские патриархи нередко выдвигались и избирались на Эчмиадзинский престол. К 1914 г. непосредственно Эчмиадзину подчинялись 19 епархий в пределах России и девять в Иране, Индии, на острове Ява, в Европе и Америке. Под юрисдикцией Константинопольского патриархата находилась 51 епархия в пределах Османской империи и отделившихся от неё Греции, Румынии и Болгарии. Киликийскому католикосату подчинялись 15 епархий, Ахтамарскому католикосату — две и Иерусалимскому патриархату — 4 епархии.

#### XX век
В начале XX века российская политика по ликвидации самостоятельности Армянской Апостольской Церкви приобрела открытый характер. С подачи министра внутренних дел В. К. Плеве и наместника на Кавказе Г. С. Голицына, царское правительство 12 июня 1903 г. приняло дискриминационный закон, посягавший на большую часть имущества Армянской Апостольской Церкви, включая все пожертвования, которые в виде капиталов и недвижимого имущества поступали в пользу «национализированных» правительством церковных заведений. 4 мая 1904 г. Плеве направил руководству губерний и областей на Кавказе секретный циркуляр, в котором давались конкретные указания в отношении армянских церквей.
В годы Первой мировой войны Армянская церковь в Турции понесла потери вместе со всем армянским населением страны. Массовые избиения армян происходили с конца XIX века, а 24 апреля 1915 года начался Геноцид. Духовенство полностью разделило судьбу народа. Преобладающее большинство епархий Константинопольского патриархата и Ахтамарский католикосат прекратили существование. Киликийский престол, находившийся до 1922 года в Сисе, ценой больших усилий был возрождён в 1930-х годах католикосом Сааком II с центром в монастыре Антилиасе близ Бейрута. Для обеспечения существования Киликийского католикосата под его юрисдикцию при поддержке Католикоса всех армян был передан ряд епархий, относившихся к армянскому Иерусалимскому и Константинопольскому патриархатам.
Как и другие церкви, Армянская апостольская церковь неоднозначно отнеслась к Октябрьской социалистической революции. С возникновением Республики Армении (1918—1920) Армянская апостольская церковь поддержала её правительство и содействовала становлению Армянской государственности.
С утверждением советской власти в Закавказье в 1920 году Армянская церковь заняла вынужденно-лояльную позицию по отношению к советскому государству. Тем не менее на неё, как и на все другие церкви в СССР, обрушились репрессии. В 1922 году был издан декрет о национализации имущества Армянской апостольской церкви. С 1928 года в Армении развернулась активная антирелигиозная пропаганда. Внутри самой Армянской церкви в 1920-е — 1930-е гг. шли сложные и противоречивые процессы, связанные с попытками проведения церковных реформ. Всё это привело к резкому сокращению сферы её деятельности.
К давлению со стороны советской власти прибавились обвинения в адрес руководства ААЦ в сотрудничестве с большевиками со стороны дашнаков. Дело не ограничилось словесными упреками. 24 декабря 1933 года в США член партии Дашнакцутюн убил прямо во время праздничного богослужения архиепископа Леона Туряна, назначенного эчмиадзинским католикосом примасом Восточной Епархии ААЦ США.
С началом Великой Отечественной войны Армянская церковь организовала сбор материальной помощи на оборону страны. Местоблюститель Эчмиадзинского престола архиепископ Геворг Чорекчян в 1944 году передал Красной Армии танковую колонну «Давид Сасунский», сформированную на собранные ААЦ пожертвования.
В конце второй мировой войны, в связи с существенным изменением отношения к религии в СССР, с разрешения государственных властей, в Армении впервые состоялся Национально-церковный собор ААЦ, на котором представители армянских епархий всего мира избрали Католикосом всех армян Геворга VI (1945—1954). Начавшаяся после войны массовая репатриация армян в СССР также положительно сказалась на отношении государства к ААЦ.
Успешной была деятельность католикоса Вазгена I (1955—1994). Авторитет, которым он пользовался как в самой Армении, так и среди армян диаспоры, позволил ему осуществить ряд программ по обновлению церковной жизни. Перемены стали особенно явными с началом в СССР перестройки, в атмосфере резко возросшего национального самосознания, связанного с Карабахским движением. В конце 1980-х годов Армянская церковь постепенно вернула в общественном сознании подобающее ей культурно-историческое значение. Велика оказалась её роль в ходе ликвидации последствий землетрясения в Армении 7 декабря 1988 года, унёсшего десятки тысяч жизней. По призыву Церкви из её зарубежных епархий незамедлительно поступили средства на помощь пострадавшим и на восстановительные работы.
Католикос всех армян Гарегин I (1995—1999), бывший до того католикосом Киликийским, приложил немало усилий для сплочения рядов верующих и роста авторитета Армянской Апостольской церкви как в армянском народе, так и на межконфессиональном уровне. В соответствии с введённым в 1997 году в Армении новым административным делением в республике были созданы 8 епархий, почти совпадающих с границами марзов (областей).
Несмотря на разногласия и торжественное отречение священнослужителей церкви при их посвящении в сан от северианства и от определений Халкидонского Собора (признанного РПЦ как православного), ААЦ ратифицировала Шамбезийские соглашения и в целом воспитывает мирян в духе единства с другими православными церквами дохалкидонской и халкидонской ветвей, а многие священнослужители получили духовное образование в учебных заведениях РПЦ.
Конституция Армении гласит: «Республика Армения признает исключительную миссию Армянской Апостольской Святой Церкви как национальной церкви в духовной жизни армянского народа».

## История епархий и упраздненные кафедры
- Католикосат Агванка
- Католикосат Ахтамара (1113—1895)
- Астраханская епархия
- Ново-Нахичеванская и Бессарабская епархия
- Ново-Нахичеванская епархия
- Бакинская и Туркестанская епархия
- Северо-Кавказская и Астраханская епархия (центр — Армавир)
- Московское пасторство

Как отмечает «Кавказский календарь» на 1846 год, на территории России в подчинении армянской церкви находились следующие епархии: Астраханская, Бессарабская, Грузинская, Шемахинская, Карабахская и Эриванская. Кроме этого армянская церковь имела своих представителей в Санкт-Петербургском, Московском, Нахичеванском, Григориопольском и Карасубазарском духовном управлениях.
Согласно Кавказскому календарю на 1878 год Армянская церковь эчмиадзинского Католикосата состояла из следующих епархий: Нахичевано-бессарабской, Астраханской, Эриванской, Карабахской, Тифлиской и Шемахинской.

### Комментарии
1. ↑  На английском языке Oriental Orthodox Churches, при этом Eastern Orthodox Church называют Православную церковь византийской традиции.
2. ↑  По имени первого патриарха-католикоса всех армян Григория Просветителя

## Аффилированные источники